# Canada-États-Unis en rugby à XV
Les confrontations Canada-États-Unis en rugby à XV voient s'opposer l'équipe du Canada et l'équipe des États-Unis de rugby à XV. Les deux équipes se sont rencontrées à 65 reprises avec pour résultats 39 victoires du Canada, 24 victoires des États-Unis, et 2 matchs nuls.

## Historique
Le Canada et les États-Unis, nations voisines du continent nord-américain, se rencontrent régulièrement,,. En tant que meilleures équipes du continent, elles s'affrontent également dans le cadre de matchs décisifs de la zone Amériques pour la place qualificative pour la Coupe du monde.
La rivalité entre les joueurs se développe encore dans la fin des années 2010, avec l'instauration de la Major League Rugby, championnat professionnel entre franchises nord-américaines, via la présence de joueurs canadiens dans les équipes des États-Unis ainsi que la participation de la franchise canadienne des Arrows de Toronto.

## Les confrontations
| No | Date              | Lieu                                                  | Match               | Score   | Compétition                         |
| -- | ----------------- | ----------------------------------------------------- | ------------------- | ------- | ----------------------------------- |
| 1  | 21 mai 1977       | Burnaby Canada                                        | Canada – États-Unis | 17 – 6  | Test match                          |
| 2  | 28 mai 1978       | Baltimore États-Unis                                  | États-Unis – Canada | 12 – 7  | Test match                          |
| 3  | 9 juin 1979       | Toronto Canada                                        | Canada – États-Unis | 19 – 12 | Test match                          |
| 4  | 8 juin 1980       | Saranac Lake États-Unis                               | États-Unis – Canada | 0 – 16  | Test match                          |
| 5  | 6 juin 1981       | Calgary Canada                                        | Canada – États-Unis | 6 – 3   | Test match                          |
| 6  | 12 juin 1982      | Albany États-Unis                                     | États-Unis – Canada | 3 – 3   | Test match                          |
| 7  | 11 juin 1983      | Burnaby Canada                                        | Canada – États-Unis | 15 – 9  | Test match                          |
| 8  | 9 juin 1984       | Chicago États-Unis                                    | États-Unis – Canada | 21 – 13 | Test match                          |
| 9  | 16 novembre 1985  | Vancouver Canada                                      | Canada – États-Unis | 21 – 10 | Test match                          |
| 10 | 8 novembre 1986   | Tucson États-Unis                                     | États-Unis – Canada | 16 – 27 | Test match                          |
| 11 | 10 mai 1987       | Vancouver Canada                                      | Canada – États-Unis | 33 – 9  | Test match                          |
| 12 | 14 novembre 1987  | Victoria Canada                                       | Canada – États-Unis | 20 – 12 | Test match                          |
| 13 | 11 juin 1988      | Saranac Lake États-Unis                               | États-Unis – Canada | 28 – 16 | Test match                          |
| 14 | 23 septembre 1989 | Toronto Canada                                        | Canada – États-Unis | 21 – 3  | Test match                          |
| 15 | 9 juin 1990       | Seattle États-Unis                                    | États-Unis – Canada | 14 – 12 | Test match                          |
| 16 | 8 juin 1991       | Calgary Canada                                        | Canada – États-Unis | 34 – 15 | Test match                          |
| 17 | 13 juin 1992      | Denver États-Unis                                     | États-Unis – Canada | 9 – 32  | Test match                          |
| 18 | 19 juin 1993      | Winnipeg Canada                                       | Canada – États-Unis | 20 – 9  | Test match                          |
| 19 | 21 mai 1994       | Long Beach États-Unis                                 | États-Unis – Canada | 10 – 15 | Test match                          |
| 20 | 9 septembre 1995  | Markham Canada                                        | Canada – États-Unis | 14 – 15 | Test match                          |
| 21 | 11 mai 1996       | San Francisco États-Unis                              | États-Unis – Canada | 19 – 12 | Test match                          |
| 22 | 18 mai 1996       | Vancouver Canada                                      | Canada – États-Unis | 24 – 20 | Test match                          |
| 23 | 18 septembre 1996 | Hamilton Canada                                       | Canada – États-Unis | 23 – 18 | Test match                          |
| 24 | 10 mai 1997       | Vancouver Canada                                      | Canada – États-Unis | 53 – 12 | Test match                          |
| 25 | 28 juin 1997      | San Francisco États-Unis                              | États-Unis – Canada | 11 – 22 | Test match                          |
| 26 | 23 mai 1998       | Vancouver Canada                                      | Canada – États-Unis | 17 – 15 | Test match                          |
| 27 | 6 juin 1998       | Burlington États-Unis                                 | États-Unis – Canada | 3 – 37  | Test match                          |
| 28 | 18 août 1998      | Buenos Aires Argentine                                | États-Unis – Canada | 14 – 31 | Test match                          |
| 29 | 19 juin 1999      | Toronto Canada                                        | Canada – États-Unis | 17 – 18 | Test match                          |
| 30 | 3 juin 2000       | Manchester Angleterre                                 | États-Unis – Canada | 34 – 25 | Test match                          |
| 31 | 19 mai 2001       | Kingston Canada                                       | Canada – États-Unis | 19 – 10 | Test match                          |
| 32 | 29 juin 2002      | Markham Canada                                        | Canada – États-Unis | 26 – 9  | Test match                          |
| 33 | 13 juillet 2002   | Chicago États-Unis                                    | États-Unis – Canada | 13 – 36 | Test match                          |
| 34 | 18 juin 2003      | Vancouver Canada                                      | Canada – États-Unis | 11 – 16 | Churchill Cup                       |
| 35 | 27 août 2003      | Buenos Aires Argentine                                | États-Unis – Canada | 35 – 20 | Test match                          |
| 36 | 27 mai 2004       | Tokyo Japon                                           | États-Unis – Canada | 20 – 23 | Super Powers Cup (en)               |
| 37 | 19 juin 2004      | Edmonton Canada                                       | Canada – États-Unis | 32 – 29 | Churchill Cup                       |
| 38 | 25 mai 2005       | Tokyo Japon                                           | États-Unis – Canada | 26 – 30 | Super Cup (en)                      |
| 39 | 26 juin 2005      | Edmonton Canada                                       | Canada – États-Unis | 19 – 20 | Churchill Cup                       |
| 40 | 17 juin 2006      | Edmonton Canada                                       | Canada – États-Unis | 33 – 18 | Churchill Cup                       |
| 41 | 12 août 2006      | St Johns Canada                                       | Canada – États-Unis | 56 – 7  | Test match                          |
| 42 | 2 juin 2007       | États-Unis                                            | États-Unis – Canada | 10 – 52 | Churchill Cup                       |
| 43 | 21 juin 2008      | États-Unis                                            | États-Unis – Canada | 10 – 26 | Churchill Cup                       |
| 44 | 4 juillet 2009    | États-Unis                                            | États-Unis – Canada | 12 – 6  | Test match                          |
| 45 | 11 juillet 2009   | Canada                                                | Canada – États-Unis | 41 – 18 | Test match                          |
| 46 | 6 août 2011       | Canada                                                | Canada – États-Unis | 28 – 22 | Test match                          |
| 47 | 13 août 2011      | États-Unis                                            | États-Unis – Canada | 7 – 27  | Test match                          |
| 48 | 9 juin 2012       | Canada                                                | Canada – États-Unis | 28 – 25 | Test match                          |
| 49 | 25 mai 2013       | Canada                                                | Canada – États-Unis | 16 – 9  | Coupe des nations du Pacifique      |
| 50 | 17 août 2013      | Charleston États-Unis                                 | États-Unis – Canada | 9 – 27  | Qualifications de la Coupe du monde |
| 51 | 24 août 2013      | Toronto Canada                                        | Canada – États-Unis | 13 – 11 | Qualifications de la Coupe du monde |
| 52 | 21 juin 2014      | Sacramento États-Unis                                 | États-Unis – Canada | 38 – 35 | Coupe des nations du Pacifique      |
| 53 | 3 août 2015       | Burnaby Canada                                        | Canada – États-Unis | 13 – 15 | Coupe des nations du Pacifique      |
| 54 | 22 août 2015      | Toronto Canada                                        | Canada – États-Unis | 23 – 41 | Test match                          |
| 55 | 13 février 2016   | Round Rock États-Unis                                 | États-Unis – Canada | 30 – 22 | Americas Rugby Championship         |
| 56 | 18 février 2017   | Burnaby Canada                                        | Canada – États-Unis | 34 – 51 | Americas Rugby Championship         |
| 57 | 24 juin 2017      | Hamilton Canada                                       | Canada – États-Unis | 28 – 28 | Qualifications de la Coupe du monde |
| 58 | 1er juillet 2017  | San Diego États-Unis                                  | États-Unis – Canada | 52 – 16 | Qualifications de la Coupe du monde |
| 59 | 10 février 2018   | Sacramento États-Unis                                 | États-Unis – Canada | 29 – 10 | Americas Rugby Championship         |
| 60 | 23 juin 2018      | Halifax Canada                                        | Canada – États-Unis | 17 – 42 | Test Match                          |
| 61 | 10 février 2019   | Starfire Sports, Tukwila États-Unis                   | États-Unis – Canada | 30 – 25 | Americas Rugby Championship         |
| 62 | 27 juillet 2019   | Infinity Park, Glendale États-Unis                    | États-Unis – Canada | 47 – 19 | Coupe des nations du Pacifique      |
| 63 | 7 septembre 2019  | BC Place, Vancouver Canada                            | Canada – États-Unis | 15 – 20 | Test match                          |
| 64 | 4 septembre 2021  | Swiler's Rugby Park, Saint-Jean de Terre-Neuve Canada | Canada – États-Unis | 34 – 21 | Qualifications de la Coupe du monde |
| 65 | 11 septembre 2021 | Infinity Park, Glendale États-Unis                    | États-Unis – Canada | 38 – 16 | Qualifications de la Coupe du monde |